# 鴨居知世
鴨居知世（日语：／ Kamoi Tomoyo），日本女性動畫師、作畫監督。

## 來歷
原屬京都動畫。負責小說《境界的彼方》的插圖，並擔任該作品改編的電視動畫的人物原案。
在完成了《玉子市場》的原畫後，她離開了京都動畫，目前是自由工作者。此後，她出現在同樣來自京都動畫動畫師參與的作品中。

## 參加作品

### 電視動畫
2007年
- CLANNAD（原畫、動畫）

2008年
- CLANNAD ～AFTER STORY～（原畫）

2009年
- 涼宮春日的憂鬱 (2009版)（原畫）
- K-ON！輕音部（原畫、OP原畫）

2010年
- K-ON!! 輕音部（原畫、OP1原畫、OP2原畫）

2011年
- 日常（原畫、作畫監督、作畫監督補佐、OP1原畫、OP2原畫、ED2原畫）

2012年
- 冰（原畫、作畫監督、OP1原畫、ED2原畫）
- 中二病也想談戀愛！（作畫監督[1]）

2013年
- 玉子市場（原畫）
- 境界的彼方（人物原案）

2014年
- 銀之匙 Silver Spoon (第2期)（原畫、OP原畫）
- KILL la KILL（第2原畫）
- 黑執事 Book of Circus（原畫）

2015年
- ALDNOAH ZERO (第2季)（原畫、OP原畫）
- 無頭騎士異聞錄 DuRaRaRa!!×2 承（作畫監督（共同）、原畫、第2原畫）

2016年
- 91Days（ED作畫）
- 夏目友人帳 伍（原畫）

2020年
- 寶石商人理察的謎鑑定（總作畫監督）

2022年
- 國王排名（作畫監督、總作畫監督）

2023年
- 文豪Stray Dogs（分鏡）

2024年
- Bucchigiri?!（日语：ぶっちぎり?!）（分鏡、ED演出）

### 電影動畫
2009年
- 天上人與亞克托人最後的戰鬥（原畫）

2011年
- 劇場版 K-ON！輕音部（原畫、作畫監督補佐（共同））

2018年
- 劇場版 夏目友人帳 ～緣結空蟬～（原畫）

### OVA
2008年
- 幸運☆星OVA（原創等視覺與動畫）（原畫）

2011年
- 日常『日常的0話』（原畫）

2014年
- 火星異種 巴格茲2號 前篇「00-01 THE ENCOUNTER 與已知的接觸」（作畫監督（共同））

2025年
- SK∞ EXTRA PART（分鏡、演出）

### 其它
2012年
- 境界的彼方（小說插圖，著：鳥居奈古夢，〈KA Esuma文庫〉）
- 京都動畫廣告「眼鏡篇」（人物設定、作畫監督）

## 腳註

## 相關項目
- 京都動畫
- 日本動畫師列表（日语：アニメ関係者一覧）
- KA Esuma文庫